# Ettore Liguori
 (Pisciotta, 19 dicembre 1949) è un politico e imprenditore italiano, dal 7 maggio 2012 sindaco di Pisciotta, dopo che lo è stato dal 29 giugno 1988 al 5 giugno 1995.
È stato presidente della Provincia di Salerno dal 15 ottobre 1993 al 24 aprile 1995 e senatore della Repubblica dal 30 maggio 2001 al 27 aprile 2006 per La Margherita.

## Carriera politica

### Incarichi regionali
Inizialmente militante nel Partito Repubblicano Italiano, per poi aderire nel 1995 al Partito Popolare Italiano (PPI), che confluisce in seguito ne La Margherita di Francesco Rutelli nel 2002 e successivamente nel Partito Democratico nel 2007. La prima carica politica esercitata è stata quella di sindaco del comune di Pisciotta, per diventare successivamente consigliere provinciale e infine presidente della provincia di Salerno.
Alle elezioni regionali in Campania del 1995 è stato eletto al consiglio regionale della Campania, divenendo in seguito capogruppo del PPI e, dopo la morte di Giovanni Grasso, assessore con delega alla sanità nella giunta regionale della Campania di Andrea Losco. Ha inoltre ricoperto l’incarico di presidente della comunità montana Lambro e Mingardo dal 1994 al 1995 e del Consac, il consorzio degli acquedotti del Cilento, dal 2000 al 2002.

### Senatore della Repubblica
Alle elezioni politiche del 2001 si candida al Senato della Repubblica nel collegio elettorale di Agropoli, sostenuto dalla coalizione di centro-sinistra L'Ulivo, venendo tuttavia superato dal candidato della Casa delle Libertà Leonzio Borea ma viene comunque eletto senatore nel proporzionale. Nella XIV legislatura della Repubblica è stato vicepresidente della Commissione parlamentare d'inchiesta sul Servizio sanitario nazionale, membro della 12ª Commissione Igiene e sanità, capogruppo per La Margherita nella 13ª Commissione Territorio, ambiente, beni ambientali (7 ottobre 2003-27 aprile 2006) e nella Commissione parlamentare d'inchiesta sul ciclo dei rifiuti e sulle attività illecite ad esso connesse (8 febbraio-11 ottobre 2002).

### Sindaco
Nel maggio 2012 viene eletto nuovamente sindaco del comune di Pisciotta con la lista civica Il ramoscello. Nel gennaio 2015 annuncia di rinunciare al proprio stipendio per favorire alcuni lavori pubblici, utili ad abbattere le barriere architettoniche del comune.
Verrà riconfermato con la sua lista nel 2017 e nel 2022 divenendo, con un totale di 6 mandati e più di 17 anni di amministrazione, il sindaco più longevo della storia del Comune.